# Jestřabí v Krkonoších
Obec Jestřabí v Krkonoších (německy Jestrabi) se nachází v okrese Semily, kraj Liberecký. Žije zde 252 obyvatel.

## Historie
První písemná zmínka o obci pochází z roku 1562.

## Pamětihodnosti
- Rodný dům Jána Kadavého

## Části obce
- Jestřabí v Krkonoších
- Křížlice
- Roudnice

## Galerie

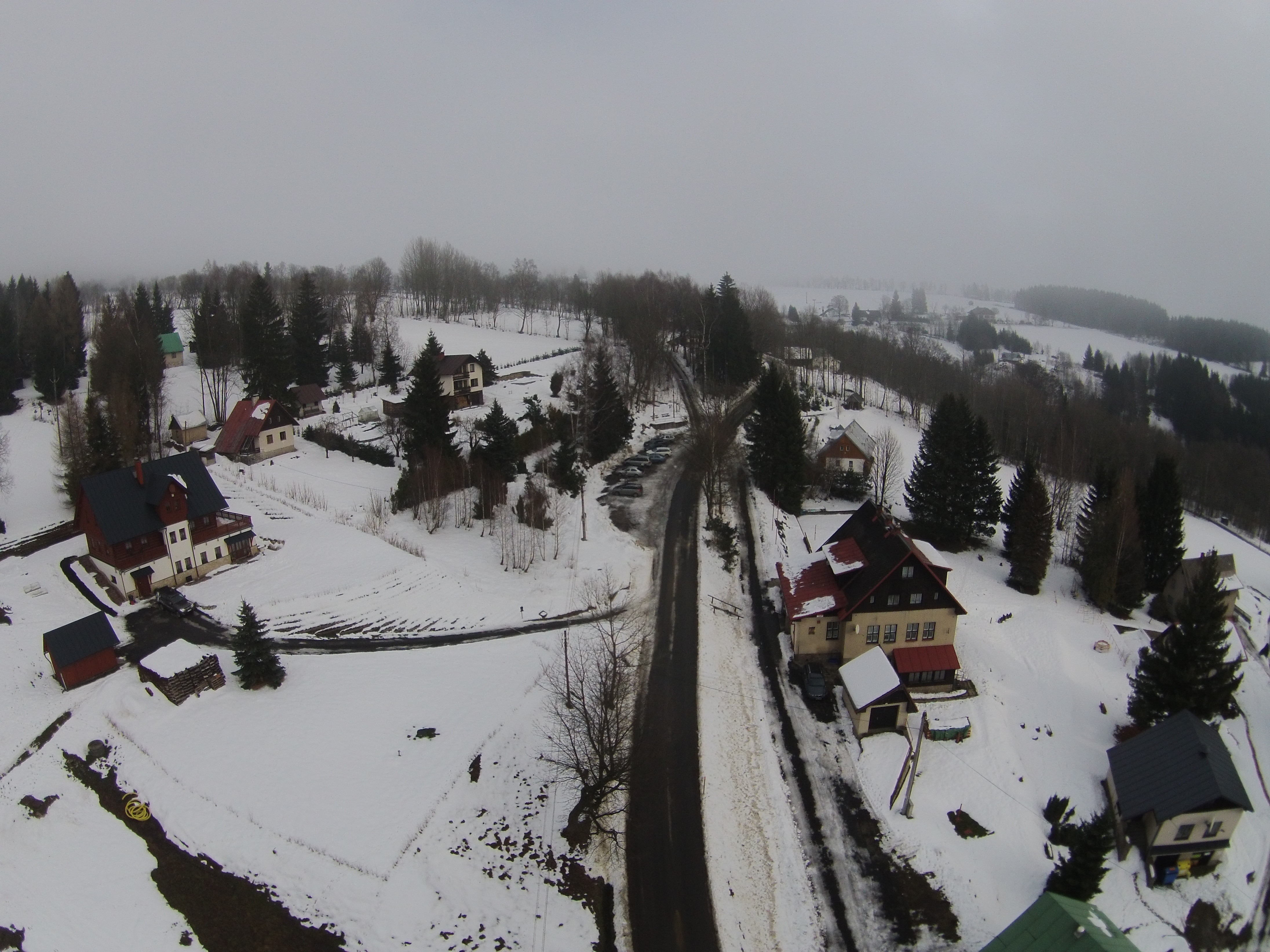
Hlavní cesta
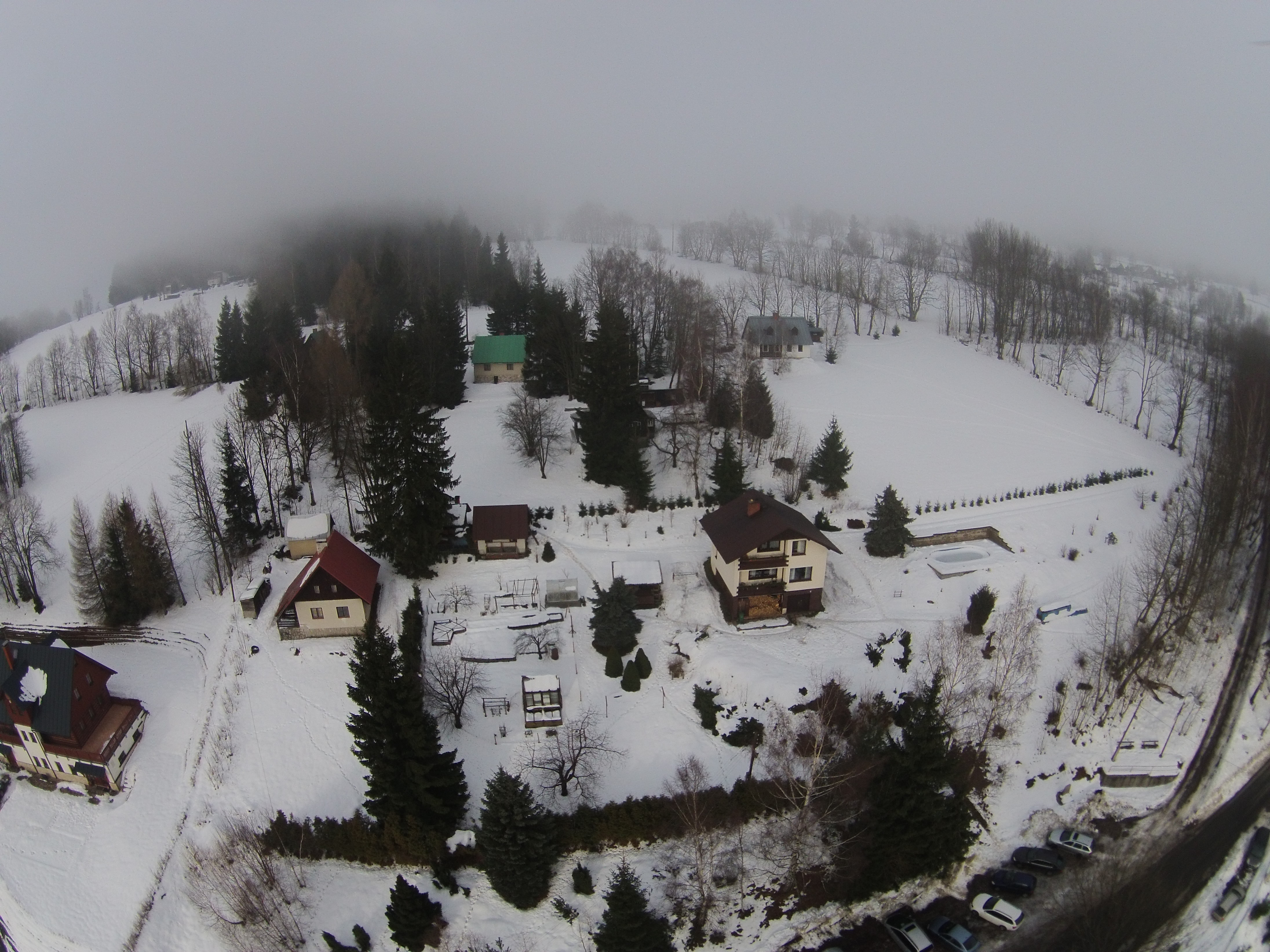
Domy
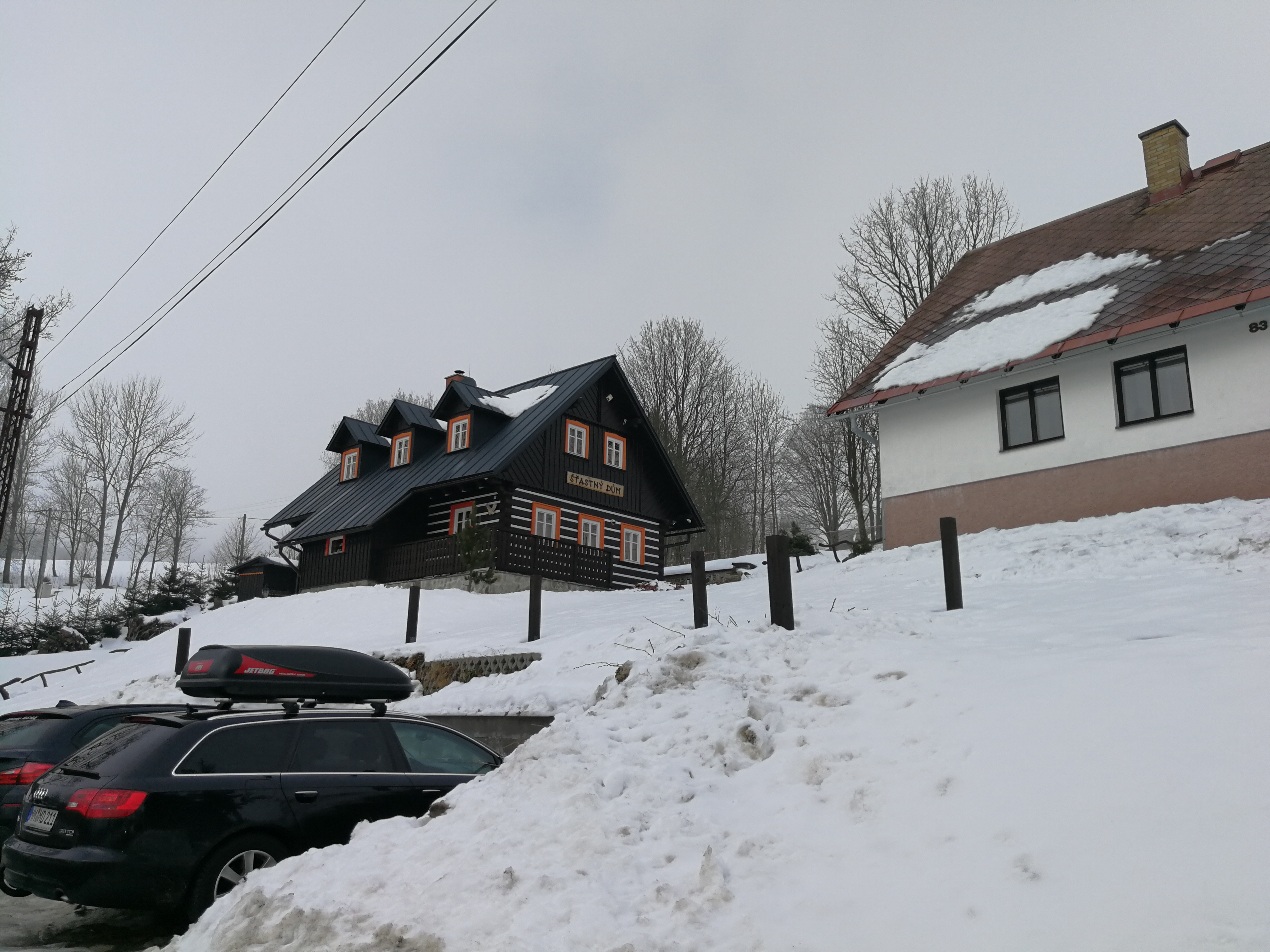
Chalupa
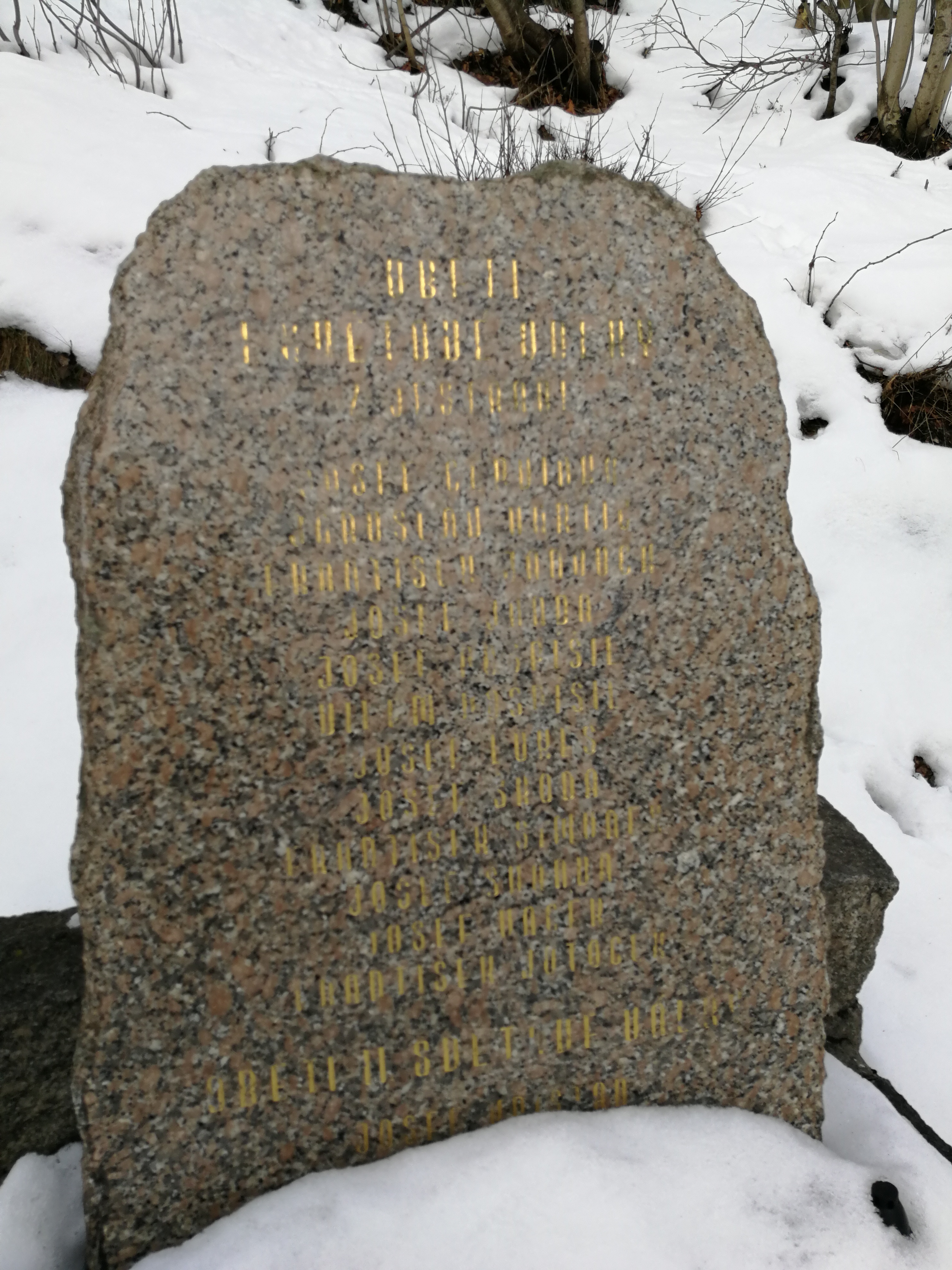
Pomník padlým